# María del Pilar Ortega Martínez
María del Pilar Ortega Martínez (León, Guanajuato; 29 de junio de 1968) es una política mexicana, miembro del Partido Acción Nacional, diputada federal de 2006 a 2009 y senadora suplente a partir de 2012.
Pilar Ortega Martínez es Licenciada en Derecho por la Universidad Iberoamericana, tiene una maestría en Administración Pública por la Escuela de Graduados del TEC de Monterrey campus Ciudad de México y una maestría en Derecho por la UNAM.
Ocupó el cargo de secretaria de Acción Electoral del Comité Directivo Municipal del PAN en León y fue Consejero Nacional. Del año 2000-2006 se desempeñó como directora general de Registros Públicos y Notarías y ocupó el puesto de Presidente de la Junta Local de Conciliación y Arbitraje y de procuradora de la Defensa del Trabajo, en el estado de Guanajuato, así como secretaria Ejecutiva del Sistema Estatal de Administración Pública. En 2006 fue elegida diputada federal por el principio de representación proporcional para la LX Legislatura cuyo periodo concluyó en 2009, en la Cámara de Diputados se desempeñó como miembro de las comisiones de Gobernación, de Justicia y de Puntos Constitucionales Fue Magistrada representante del Gobierno Federal en el Tribunal Federal de Conciliación y Arbitraje del 2009 a 2010 y Secretaria Ejecutiva del Sistema Estatal de Seguridad Pública. Gobierno de Guanajuato en el periodo de 2010-2011.
En 2012 fue elegida senadora suplente de Alonso Lujambio, quien falleció en ejercicio del cargo el 25 de septiembre del mismo año, por lo que le correspondió sustituirlo; asumiendo la senaduría el 9 de octubre del mismo año. donde fue nombrada Presidenta de la Comisión de Justicia, siendo la primera mujer en la historia del Senado mexicano en presidir esta Comisión.
Actualmente es diputada federal por el sexto distrito con sede en León, Guanajuato. En dicho órgano legislativo, tiene el cargo de presidenta de la Comisión de Justicia.